# Eastman Kodak

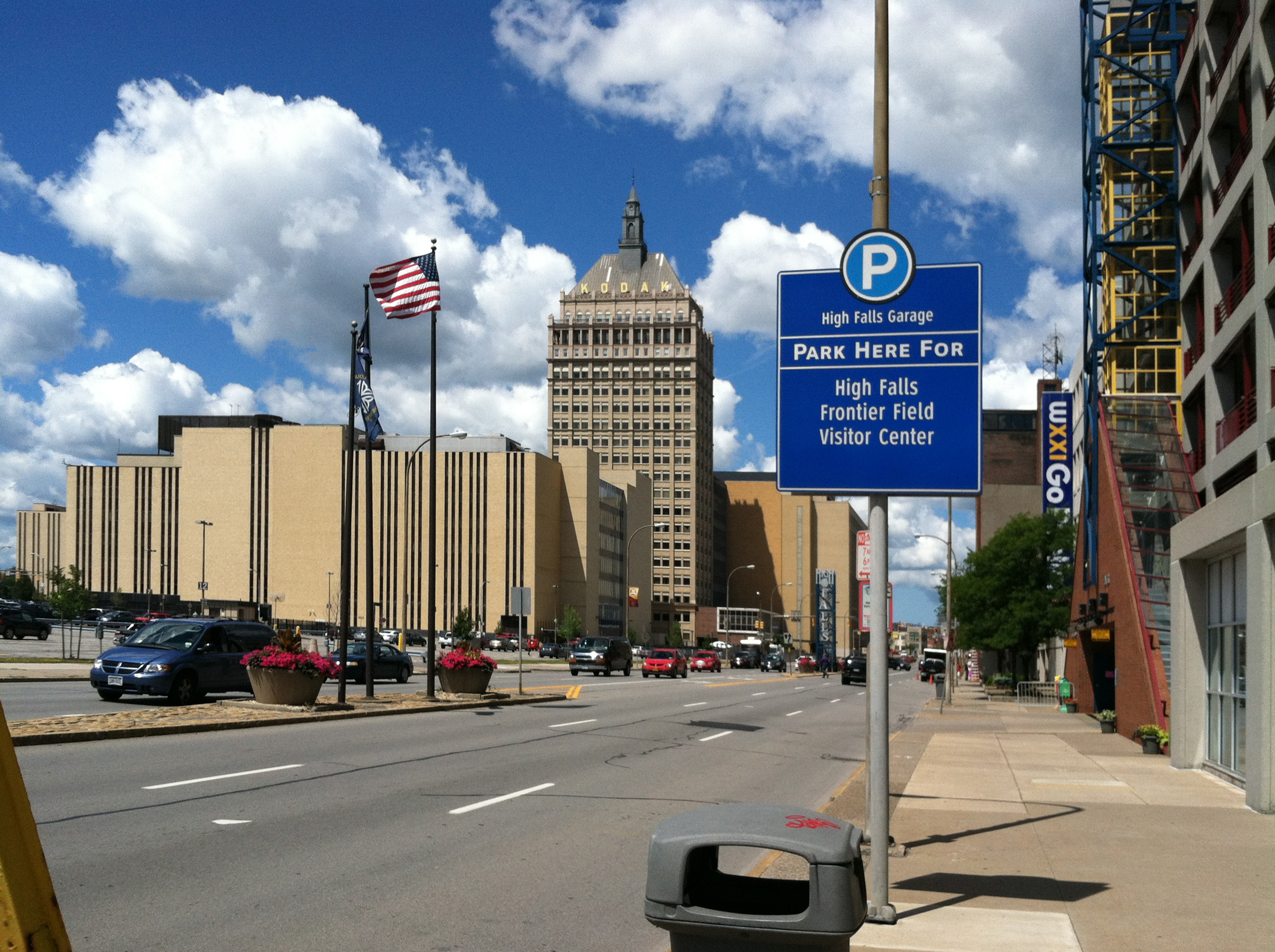
Kodaks huvudkontor i Rochester.

Eastman Kodak Company, vanligen kallat Kodak, är ett amerikanskt multinationellt företag, främst känt som tillverkare av kameror och fotografisk utrustning. Kodak var världens största leverantör av film för privata och kommersiella ändamål. Kodaks huvudkontor ligger i Rochester, New York, USA.

## Historia
Kodak skapades utifrån Eastman Dry Plate Company som grundades av George Eastman och Henry Strong 1881. Eastman vidareutvecklade rullfilmen och gjorde därmed fotografering till en ”allmänhetens åkning”. Den var också förutsättningen för den rörliga biograffilmen.
Namnet Kodak myntades av Eastman. Det sägs vara ett onomatopoetikon härlett från det klickande ljud, som uppstod i kameran, när man utlöste en exponering.  I mars 1888 tog han patent på sin kamera, som använde rullfilm. Den 4 september 1888 registrerade Eastman varumärket Kodak. År 1888 presenterades den första kameran: "The Kodak Camera". Den var laddad med film för 100 exponeringar och skickades in till Kodak som returnerade den laddad med ny film och tillsammans med bilderna, "You press the button - - - - we do the rest". Exponeringstiden var så kort som 1/10 sekund. Kameran kostade 25$. Året efter introducerade Kodak en film på transparent nitrocellulosa, från att tidigare ha varit pappersbaserad. Kameran följdes av Kodak Nr. 1 som tillverkades 1889-1895 och gav runda bilder. År 1895 följde fickkameran från Kodak som blev en stor framgång. År 1900 följde Brownie-kameran, en klassisk lådkamera. Bolaget expanderade bland annat till Frankrike, och 1907 var antalet anställda uppe i 5 000.
År 1920 bildades dotterbolaget Tennessee Eastman (idag Eastman Chemical Company) för tillverkning av kemikalier för bolagets filmer. År 1925 lämnade George Eastman företagsledningen och blev styrelseordförande. Genom den förmögenhet som han hade skapat genom företaget kunde han i stället ägna sig åt filantropisk verksamhet, bland annat genom donationen till Eastmaninstitutet i Stockholm.
Kodak expanderade internationellt, bland annat genom köpet av kameratillverkaren Nagel av August Nagel i Wangen i Stuttgart, vilket blev Kodak AG. Det tyska dotterbolaget kom under August Nagels ledning att utveckla Retina 35mm-kameran.
År 1935 lanserades färgfilmen Kodachrome strax före konkurrenten Agfas Agfacolor (senare Agfachrome). Introduktionen var ett stort framsteg för att popularisera färgfotografering. Åren 1949 till 1956 tillverkades kameraserien Kodak Retina och 1959 följde Starmatic-kameran, den första automatiska Brownie-kameran. 10 miljoner exemplar såldes de kommande 10 åren. 
År 1963 lanserades Instamatic-kameran med tillhörande filmer. Kameran är i princip en fortsättning på de gamla lådkamerorna, men tillverkad i plast. Utvecklingen av den färgnegativa filmens exponeringslatitud gjorde Instamatic-kameran möjlig. 1965 följde patentet för diabildsprojektorn Kodak Carousel. Carousel hade lanserats 1961.
År 1975 fick Steven Sasson på Kodak patent på digitalkameran. Kodak utvecklade under 1970-talet en direktbildskamera, men fälldes för patentintrång sedan Polaroid Corporation fört saken till domstol. Kodaks direktbildskamera lades därför ner 1986. 

### Kodaks kris
Trots tidiga aktiviteter inom digital bildbehandling redan under 1990-talet lyckades Kodak inte omvandla sin affärsverksamhet och har under 2000-talet krympt drastiskt. År 2012 lade Kodak ner tillverkningen av digitalkameror, videokameror och digitala bildramar. Även tillverkningen av diafilmer lades ned. År 2013 följde försäljningen av företagets ursprungliga kärnverksamhet - produktion av film och diafilm. År 2013 splittrades en del av företaget av och bildade Kodak Alaris som fick alla rättigheterna för att sälja film i 135 och 120 formaten under namnet Kodak.

### Kodak idag
Idag tillverkar Kodak fortfarande film och kemikalier för både konsumenter och företag. De tillverkar även färg för skrivare och nya super 8 kameror. År 2018 återintroducerades även Kodak Ektachrome som idag är Kodaks enda diafilm.

### Kodak i Sverige
År 1888 blev Hasselblad generalagent för produkter från Eastman Kodak Co sedan Arvid Victor träffat George Eastman i England.
År 1966 köpte Kodak Hasselblads Fotografiska AB, ett dotterbolag till Victor Hasselblad AB, som då bytte namn till Kodak AB. Ursprunget för det svenska Kodak AB gick tillbaka på de två företagen grundade av Victor Hasselblad, nämligen Victor Hasselblad AB, som grundades 1941 och Hasselblads Fotografiska AB, som grundades 1944. Företaget såldes, såsom ovan nämnts, till Kodak-koncernen år 1966, som de tidigt hade haft samarbete med. Det var genom denna försäljning som företaget bytte namn till Kodak AB. Moderbolaget Eastman Kodak Company hade grundats i USA 1880.
1967 flyttade man laboratoriet till "Kodak Hill" i Järfälla. Kodak AB kom då från Spånga. Det följdes 1970 av marknadsavdelningen, som flyttade ut till Järfälla från Stockholm och 1985 flyttade även huvudkontoret dit från Göteborg. Verksamheten bestod i försäljning och distribution av fotografiska artiklar samt framkallning och kopiering av film. Vid utflyttningen till Järfälla var antalet anställda cirka 470. År 1980 hade man cirka 540 anställda och 1986 var det cirka 450, varav cirka 200 kvinnor. 1986 var antalet tjänstemän ungefär 250 och antalet arbetare ungefär 200. Vid den tiden var Bengt Ekelund verkställande direktör. Efter digitalkamerans intåg fick man problem och Kodak Hill slutade användas år 2000.

## Bilder

Kodak-produkter
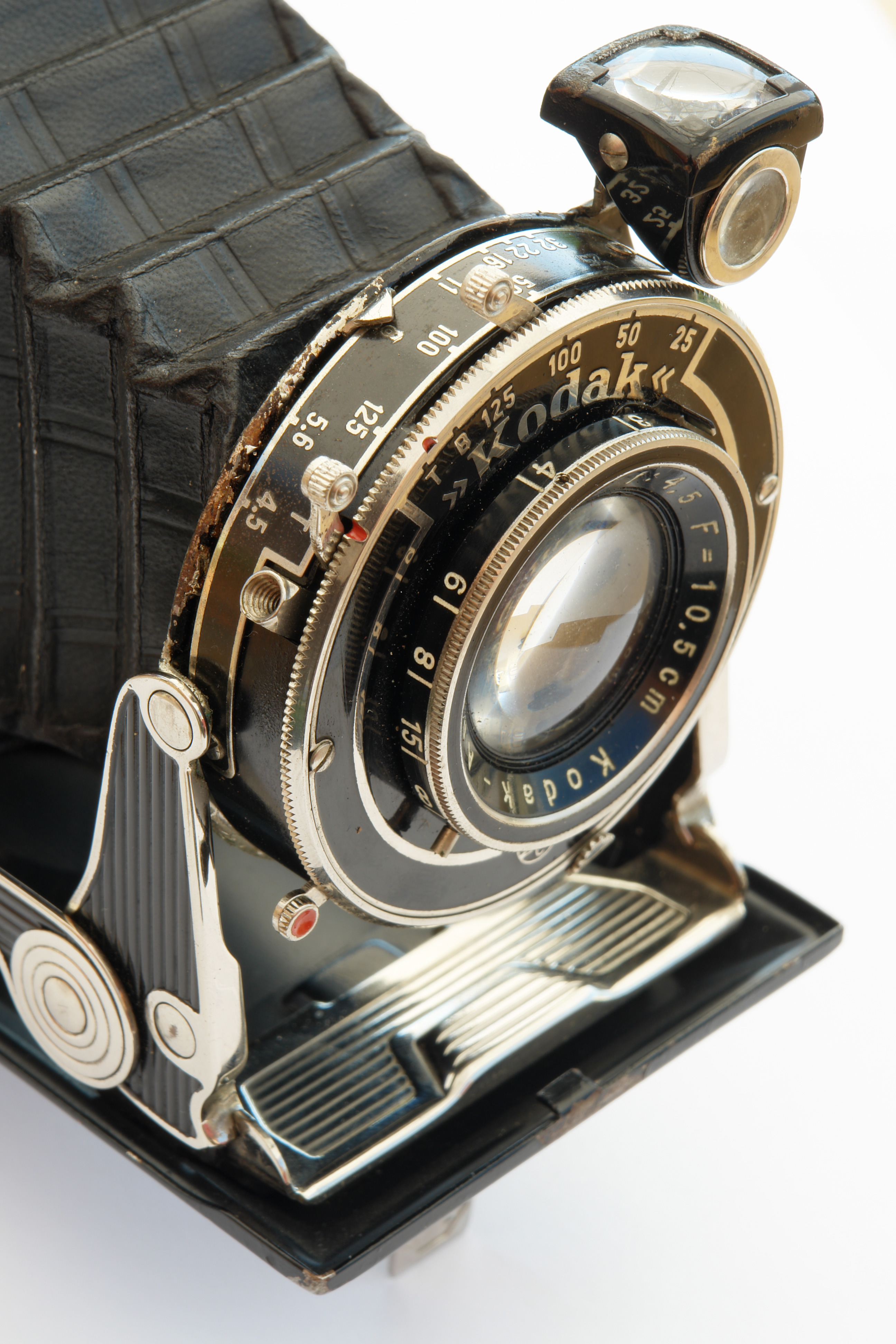
Kameran Kodak Vollenda 620, tillverkad på 1930-talet.
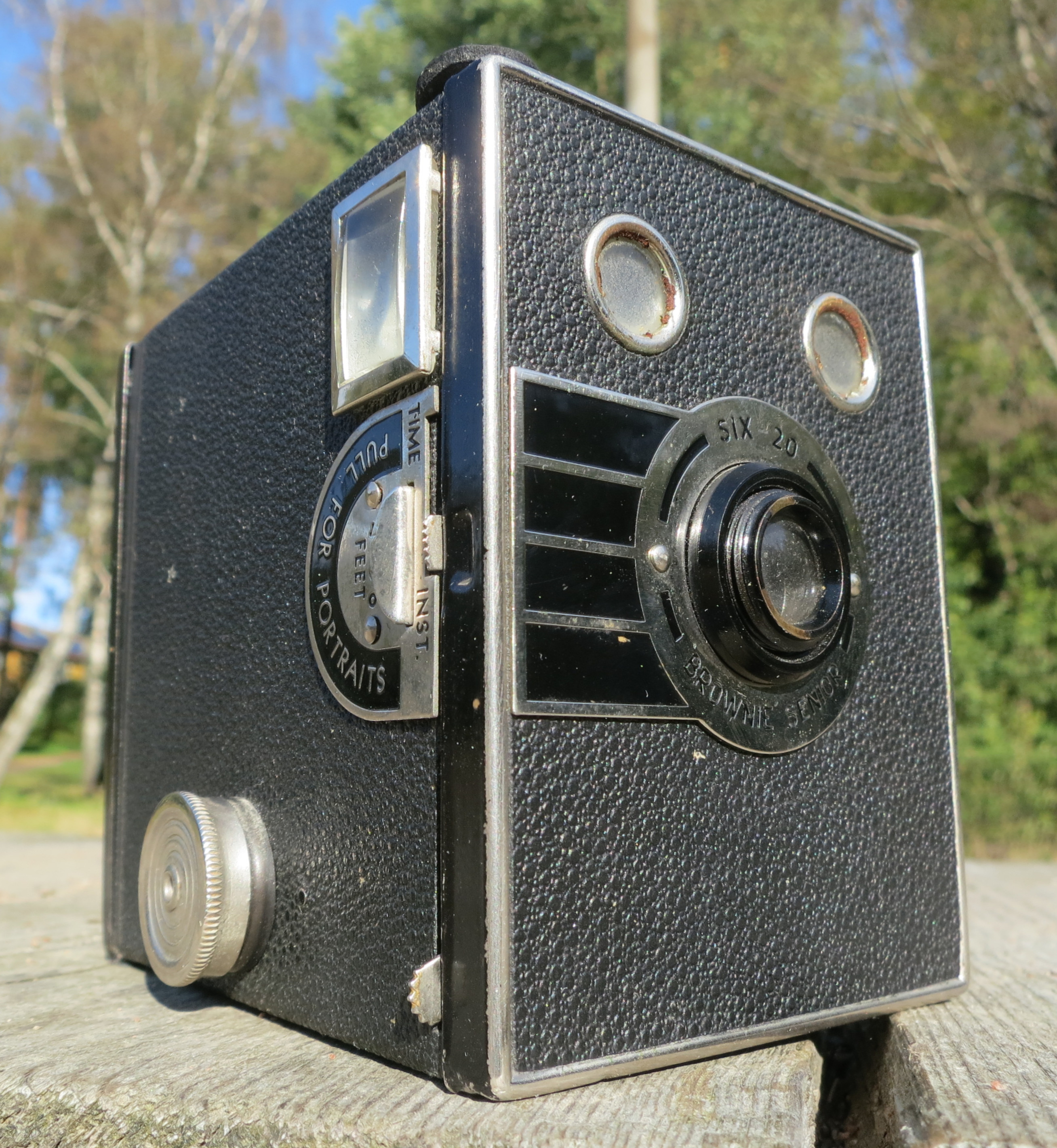
Kodak Six-20 Brownie Senior tillverkades i Storbritannien 1939-1940.
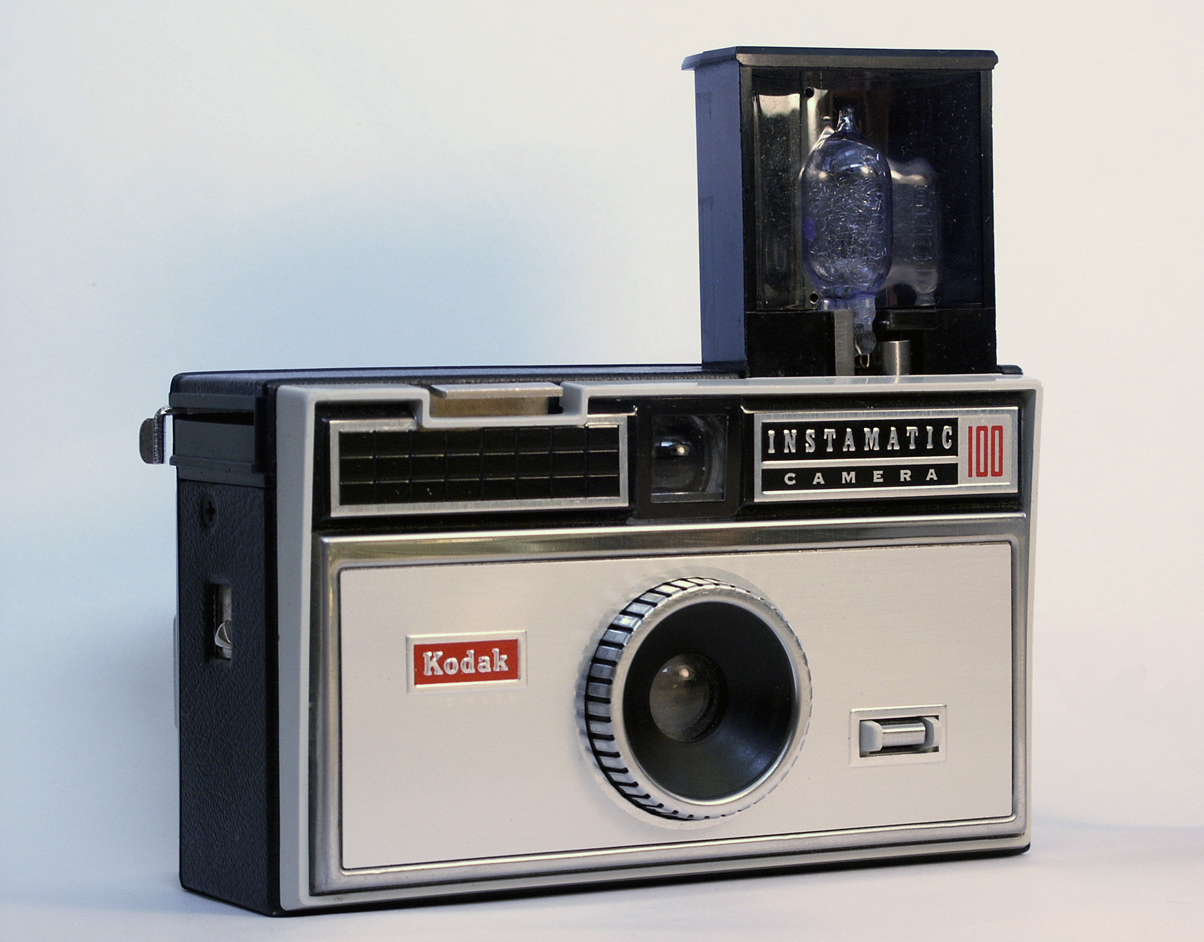
Instamatic 100, den första Instamatic-kameran, kom 1963.